# L'Accident (film, 1936)
Pour plus de détails, voir Fiche technique et Distribution.
L'Accident (Vivere!) est un film italien réalisé par Guido Brignone, sorti en 1936.

## Fiche technique
- Titre original : Vivere!
- Titre français : L'Accident
- Réalisation : Guido Brignone
- Scénario : Guido Brignone et Amleto Palermi
- Photographie : Otello Martelli
- Pays d'origine : Royaume d'Italie
- Format : Noir et blanc - 1,37:1 - Mono
- Genre : drame
- Distributeur : Metro-Goldwyn-Mayer
- Durée : 88 minutes
- Date de sortie : 1936

## Distribution
- Tito Schipa : Tito Di Lauro
- Caterina Boratto : Paola
- Nino Besozzi : Mario Deli
- Armando Migliari : L'impresario Arden
- Paola Borboni : Emma
- Guglielmo Barnabò : le président du consortium
- Mercedes Brignone : Signora Montorsi
- Olga Vittoria Gentilli : Signora Bardella
- Nietta Zocchi : Une spectatrice au concert
- Luigi Erminio D'Olivo : constructeur
- Lola Braccini
- Doris Duranti
- Luigi Pavese